# Sant'Angelo in Formis
Sant'Angelo in Formis es una fracción geográfica de Capua (provincia de Caserta), situada a unos 4 km al noroeste de la capital comunal, en las faldas del monte Tifata (602 m), conocida por la basílica benedictina de estilo bizantino que fue construida en el siglo VI.